# Rivière de la Ferme
Rivière de la Ferme är ett vattendrag i Kanada.   Det ligger i provinsen Québec, i den sydöstra delen av landet, 280 km öster om huvudstaden Ottawa.
Omgivningarna runt Rivière de la Ferme är en mosaik av jordbruksmark och naturlig växtlighet. Runt Rivière de la Ferme är det glesbefolkat, med 15 invånare per kvadratkilometer.